# 음차
음차(音借) 또는 음역(音譯)은 외래어 등을 소리를 따서 표기하는 것을 말한다. 대립되는 개념으로 번역차용이 있다.

## 한자의 음역
표음문자를 쓰는 대부분의 언어권과는 달리 한자 문화권의 경우 음차보다는 번역차용이 많이 쓰인다. 그리고 음차 표기를 할 때에도 한자의 뜻까지 같이 살려서 글자를 고르는 경우가 있다.
- 반야바라밀다(般若波羅蜜多) ← 산스크리트어: प्रज्ञापारमिता(prajñā-pāramitā)
- 가배(珈琲) ← 영어: coffee
- 불란서(佛蘭西) ← 프랑스어: France

## 같이 보기
- 음역어
- 전사 (언어학)
- 전자 (언어학)